# Ernest Dubac
Ernest Dubac (Osijek, 15. veljače 1914. – Popovača, 27. veljače 1985.) bio je hrvatski i jugoslavenski nogometni reprezentativac.
Obrambeni igrač, igrao za klubove: Hajduk Osijek, Slavija Osijek, BSK Beograd, Građanski Zagreb i Proleter Osijek.
Nastupio je 2 puta za B i 14 puta za A reprezentaciju Jugoslavije, te 15 puta za hrvatsku nogometnu reprezentaciju.
Po zanimanju je bio stomatolog, a radio je i kao nogometni trener u Osijeku (Proleter), Zenici (Čelik) i Zagrebu (Trešnjevka).